# Dragoves
Dragoves, Dragovesch o Dragoesgnak (in croato: Mrtovnjak o Maćin Školj) è una piccola isola della Croazia che fa parte dell'arcipelago zaratino. Si trova nel mare Adriatico a sud-est di Eso e a sud di Ugliano, nelle acque del canale di Mezzo (Srednji kanal). Amministrativamente appartiene al comune di Zara, nella regione zaratina.

## Geografia
Dragoves si trova 1,5 km a nord-est di punta Parga o Parda (rt Parda), estremità meridionale di Eso e a est di valle Vodegna. L'isolotto, di forma ovale, ha una superficie di 0,032 km², la sua costa è lunga 0,71 km e l'altezza massima è di 21,3 m. Nella parte nord c'è un piccolo faro di segnalazione.

### Isole adiacenti
- Scoglietto[11] (Školjić), scoglio situato al centro di valle Vodegna[4] e che la divide in due parti (uvala Mala vodenjak e uvala Vela vodenjak); ha una superficie di 0,018 km²[12], una costa lunga 513 m[12] e un'altezza di 5 m[2] 44°00′53″N 15°09′12″E.
- Tomesgago[4], Tomesgnago[13] o Tomesgnac[5][6] (Tomešnjak o Gaćinov Školj), piccolo isolotto di forma ovale, tra Scoglietto e Dragoves; ha una superficie di 0,082 km²[1], una costa lunga 1,2 km[1] e un'altezza di 20 m[2] 44°00′42″N 15°09′32″E.

### Cartografia
- (HR) Mappa topografica della Croazia 1:25000, su preglednik.arkod.hr. URL consultato il 30 ottobre 2017.
- G. Giani, Carta prospettiva delle Comuni censuarie della Dalmazia, foglio 2, 1839. Fondo Miscellanea cartografica catastale, Archivio di Stato di Trieste.
- Carta di cabottaggio del mare Adriatico, foglio VII, Milano, Istituto geografico militare, 1822-1824. URL consultato il 30 ottobre 2017 (archiviato dall'url originale il 13 aprile 2013).